# Siena
Siena este un oraș din regiunea Toscana, Italia.
Centrul vechi istoric din Siena a fost înscris în anul 1995 pe lista patrimoniului cultural mondial UNESCO.

## Demografie
Siena - evoluția demografică

010.00020.00030.00040.00050.00060.00070.00018611901193119611991populațiePopulația istorică din Siena
Date: Recensăminte sau birourile de statistică - grafică realizată de Wikipedia

## Monumente
- Biserica Sfântul Dominic din Siena⁠(en)[traduceți], sec. al XIII-lea

## Personalități născute aici
- Ioan I (470 - 526), papă;
- Alexandru al III-lea (1100 - 1181), papă;
- Simone Martini (1284 - 1344), pictor;
- Cecco Angiolieri, 1260 - 1312, poet
- Ambrogio Lorenzetti (1290 - 1348), pictor;
- Ecaterina de Siena (1347 - 1380), sfântă catolică;
- Pietro Andrea Mattioli (1501 - 1577), medic, botanist;
- Agostino Agazzari (1578 - 16400, compozitor;
- Alexandru al VII-lea (1599 - 1667), papă;
- Luigi Bombicci (1833 - 1903), naturalist, geolog;
- Francesco Ponticelli (1888 - 1968), politician, avocat;
- Gianna Nannini (1954), cântăreață.
- Alessandro Nannini (n. 1959), pilot de Formula 1;
- Luigi De Mossi (n. 1960), politician;
- Francesca Inaudi (n. 1977), actriță;
- Alice Volpi (n. 1992), scrimeră.